# Кусков, Сергей Иванович
Сергей Иванович Кусков (3 июня 1956, Москва, СССР — 21 июня 2008, Краснодар, Россия) — российский искусствовед, куратор и арт-критик.

## Биография
Родился 3 июня 1956 в Москве, в семье известного книжного графика Ивана Кускова.
В 1980 году окончил МГУ, исторический факультет (отделение истории и теории искусства). В 1989 году защитил степень кандидата искусствознания. Работал в музее Пластова, в ГМИИ им. А. С. Пушкина, Москва.
Курировал большое количество выставок. Автор более 200 статей.
В 1991 году совместно с Александром Элмаром основал арт-группу «Танатос».
Автор статей о Павле Филонове, Александре Жданове, Николае Вечтомове, Франсиско Инфанте, Нине Валетовой, Александре Элмаре, Владимире Немухине, Владимире Яковлеве, Анатолии Звереве,  Адиле Астемирове и Ирине Гусейновой , Кларе Голицыной, Валерии Харитонове, Юрии Фесенко, Святославе Пономарёве и других художниках.
Умер 22 июня 2008 года в Краснодаре.

## Семья
- Кусков, Иван Сергеевич (1927—1997) — отец, российский художник, книжный график.
- Кускова (ур. Чижевская), Ирина Александровна — мать, дочь Александра Леонидовича Чижевского от 1-го брака с Чижевской (ур. Самсоновой) Ириной Александровной.
- Чижевский, Александр Леонидович (1897—1964) — дед, учёный-физик (основоположник гелиобиологии, аэроионификации, электрогемодинамики), изобретатель (электроокраска), поэт, художник, философ.
- Чижевский, Леонид Васильевич (1861—1929) — прадед, русский и советский военнослужащий, генерал-майор артиллерии Царской армии, изобретатель-артиллерист, создатель командирского угломера для стрельбы с закрытых позиций и прибора для разрушения проволочных заграждений.
- Кусков, Иван Александрович (1765—1823) — прапрапрадед, русский исследователь Аляски и Калифорнии, основатель и комендант Форта-Росс в Калифорнии.